# Radio CRC
Radio CRC conosciuta anche come Radio CRC Targato Italia, è un'emittente radiofonica FM e DAB privata, regionale, (in tutta la Campania e in streming anche con CRC TV) con sede a Napoli e di proprietà della CRC Centro Radiodiffusione Campania soc. coop.

## Storia
Radio CRC, acronimo di Centro Radiodiffusione Campania, nasce dalla trasformazione di Radio Napoli Nord nei primi anni ottanta, a sua volta erede di Radio Qualiano, che nel 1974 già trasmetteva nel mandamento della Pretura di Marano, grazie ad una magistratura che aveva recepito i principi dell'art. 21 Cost., in anticipo sulla stessa Corte Costituzionale.
Radio CRC Targato Italia trasmette dal 1976, attraverso lo sviluppo di vari format che si sono succeduti nei decenni, riservando al palinsesto una programmazione dedicata al musica, informazione, approfondimento e sport.
Tra i primi Direttori Artistici dell'emittente radiofonica c'è Roberto Landi, recente vittima innocente di un agguato di stampo camorristico a Villaricca, che aveva anche coniato il termine “Targato Italia”, che ha accompagnato per lunghi anni Radio CRC, nota al tempo per essere una radio di sola musica italiana.
Alla direzione artistica dal 1990 ad oggi si sono succeduti: Paolo Russo, Roberto Landi, Marco Disciuva, Gianni Simioli ed Alessandro Olandese: da giugno 2019, il ruolo è ricoperto da Ettore Petraroli, già speaker ed ideatore della trasmissione "Napoletani Belli". Tra i personaggi che hanno lavorato per Radio CRC c'è Lello Musella nel programma Radio Spia, con Rosario Verde e Marco Lanzuise, per la regia di Lello Marangio.
Nel 1998 il palinsesto musicale è stato trasformato in quello di una Hit Radio, che suona prevalentemente successi italiani.
Dal settembre 2010 Radio CRC ha assunto le sembianze di una Talk Radio, riducendo il numero dei brani, dando ampio spazio all'informazione ed alla cronaca locale e nazionale, in particolare all'interno della trasmissione "Barba & Capelli" di Corrado Gabriele.
Radio CRC è stata membro della Giuria Radio in occasione del Festival di Sanremo nelle edizioni 2011 e 2012.
Nel settembre 2012 Radio CRC è radio ufficiale del World Urban Forum tenutosi a Napoli.
Nel luglio 2024 Radio CRC diventa radio ufficiale della SSC Napoli.

## Copertura
La copertura territoriale in FM di CRC comprende le province di Napoli, Caserta, Isernia e Salerno, parte delle province di Avellino, Benevento, L'Aquila, Latina e Lecce. L'impianto principale è posto sul Vesuvio, località Osservatorio Vesuviano comune di Ercolano frequenza fm 100,500 MHz.